# Ратхаус Шпандау (станция метро)
«Ратхаус Шпандау» (нем. Rathaus Spandau) — станция Берлинского метрополитена в округе Шпандау, северо-западная конечная линии U7, имеет пересадку на станцию «Шпандау» внутригородских электричек.

## История
Открыта 1 октября 1984 года в составе участка «Рордамм» — «Ратхаус Шпандау».

## Архитектура и оформление
Колонная четырёхпролётная станция мелкого заложения с двумя платформами и четырьмя путями. Одна из самых просторных станций Берлинского метрополитена. Архитектор — Райнер Г. Рюммлер. Средние пути используются поездами линии U7, оба боковых зарезервированы для перспективного продления линии U2. Путевые стены облицованы белой кафельной плиткой, колонны станции чёрные, также чёрная полоса проходит по путевой стене. Светильники аналогичны использованным на соседней станции «Альтштадт Шпандау».